# Tocken
Tocken är en udde, belägen mellan Kålleviken och Toseboviken i Mjällby socken i Sölvesborgs kommun. Mellan 2015 och 2020 samt från 2023 avgränsade SCB här en småort.